# Kim Kyong-il (Eishockeyspieler)
Kim Kwang-hyok (* 1. Dezember 1987) ist ein ehemaliger nordkoreanischer Eishockeyspieler.

## Karriere
Kim Kyong-il nahm für die nordkoreanische Nationalmannschaft an den Weltmeisterschaften der Division II 2005 und 2006 sowie der Division III 2008 teil. Bei den Winter-Asienspielen 2007 belegte er mit seinem Team den fünften Platz unter elf Mannschaften.
Auf Vereinsebene spielte er für Pyongchol in der nordkoreanischen Eishockeyliga.

## Erfolge und Auszeichnungen
- 2008 Aufstieg in die Division II bei der Weltmeisterschaft der Division III